# Friedmann-Preis
Der Friedmann-Preis (russisch Премия имени А.А. Фридмана) wurde nach dem russischen Physiker und Mathematiker Alexander Alexandrowitsch Friedmann benannt. Er wurde von 1972 bis 1990 von der Akademie der Wissenschaften der UdSSR und für 1993 von der Russischen Akademie der Wissenschaften für Arbeiten zur Atmosphärenforschung und Klimatologie vergeben. Seit 1996 wird der Preis alle drei Jahre von der Russischen Akademie für herausragende Arbeiten zur Kosmologie und Gravitationsforschung verliehen.
Der Preis sollte nicht mit dem Alexander-Friedmann-Preis verwechselt werden.

## Preisträger
- 1972: Ilja Efroimowitsch Kibel
- 1975: Guri Iwanowitsch Martschuk
- 1978: Jekaterina Nikititschna Blinowa
- 1981: Michel Aisikowitsch Judin
- 1984: Alexander Michailowitsch Obuchow
- 1990: Georgi Sergejewitsch Golizyn
- 1993: Alexander Nikolajewitsch Filatow, Andrei Sergejewitsch Monin und Walentin Pawlowitsch Dymnikow
- 1996: Alexei Alexandrowitsch Starobinski
- 1999: Waleri Anatoljewitsch Rybakow und Wadim Alexejewitsch Kusmin
- 2002: Jakow Borissowitsch Seldowitsch und Raschid Alijewitsch Sjunjajew
- 2005: Alexander Wiktorowitsch Gurewitsch und Kirill Petrowitsch Sybin
- 2008: Wladimir Nikolajewitsch Lukasch
- 2011: Alexander Dmitrijewitsch Dolgow
- 2014: Igor Dmitrijewitsch Nowikow
- 2017: Igor Iwanowitsch Tkatschow, Andrei Olegowitsch Barwinski und Alexander Jurjewitsch Kamenschtschik
- 2020: Wladimir Gdalewitsch Kurt
- 2023: Dmitri Wladimirowitsch Galzow[1]